# Boris Šuchov
Boris Chabalovič Šuchov (in russo Борис Хабалович Шухов?; Kodyma, 8 maggio 1947) è un ex ciclista su strada sovietico, dal 1991 ucraino.

## Palmarès

### Olimpiadi
- 1 medaglia:
  - 1 oro (Monaco di Baviera 1972 nella corsa a cronometro a squadre)

### Mondiali
- 2 medaglie:
  - 1 oro (Leicester 1970 nella corsa a cronometro a squadre)
  - 1 argento (Barcellona 1973 nella corsa a cronometro a squadre)